# Avgas

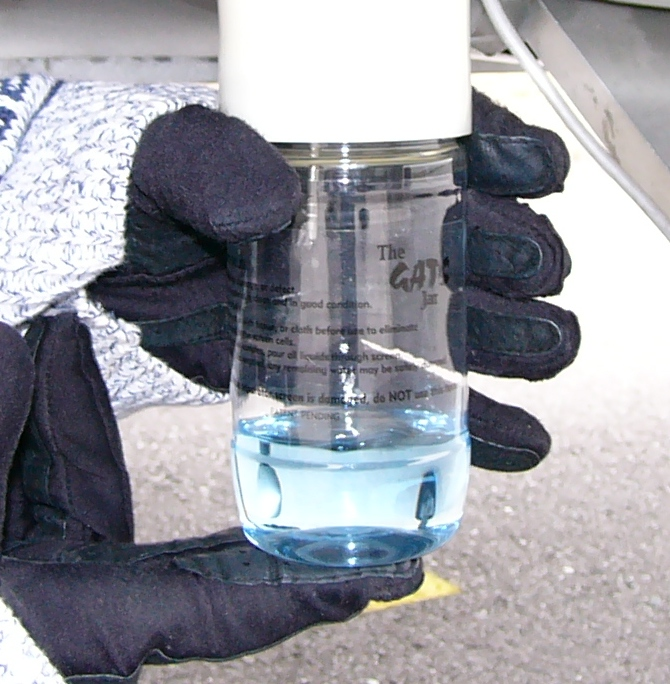
Avgas 100LL, zlewany z odstojnika w samolocie do zbadania

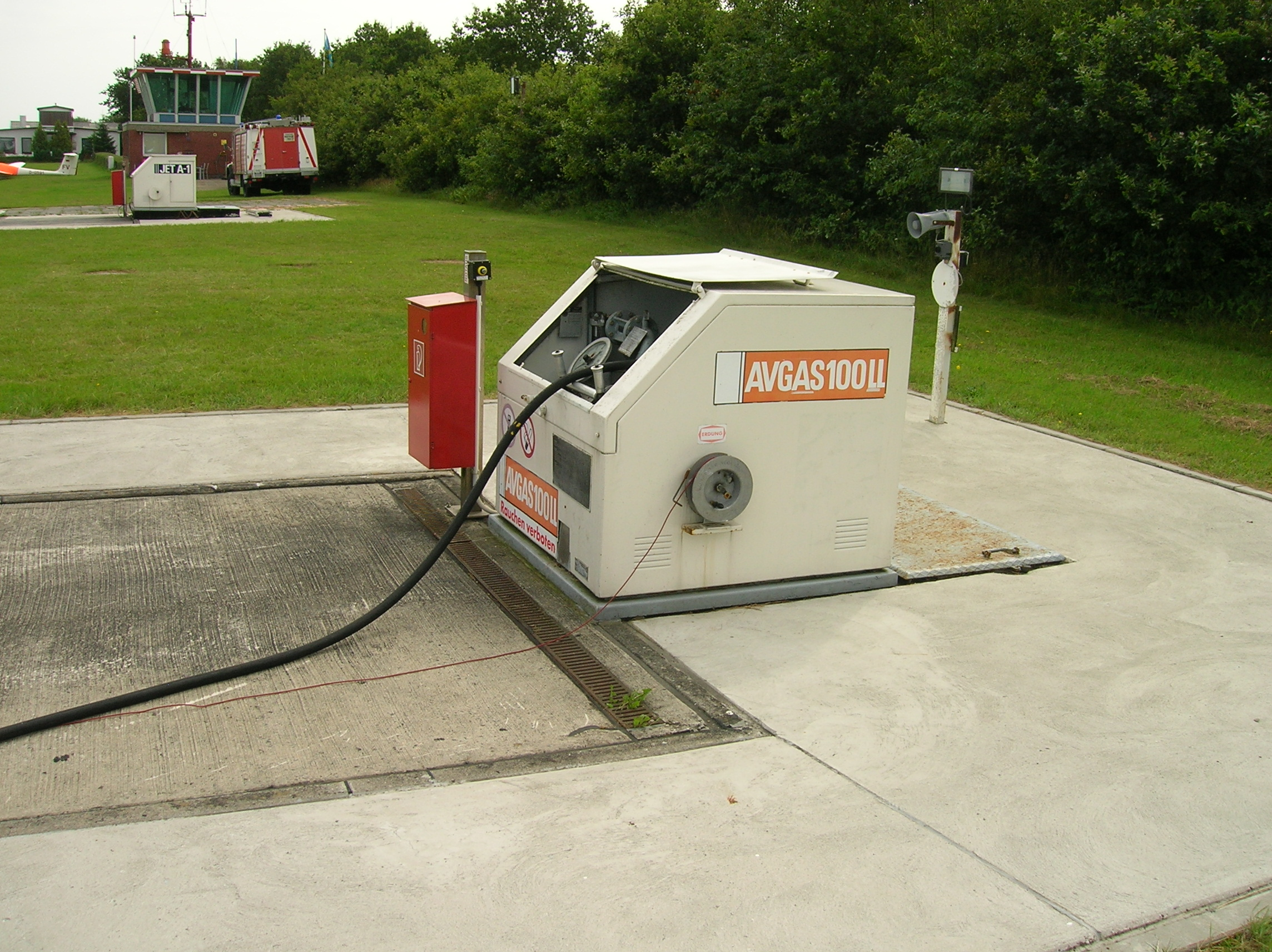
Lotniskowy dystrybutor paliwa avgas 100LL

Avgas – benzyna stosowana do napędu samolotów wyposażonych w silniki tłokowe. Nazwa pochodzi z angielskiego od połączenia słów aviation gasoline ('benzyna lotnicza'). Avgas różni się istotnie od benzyn samochodowych, większość jego gatunków zawiera czteroetylek ołowiu jako dodatek podwyższający liczbę oktanową.

## Właściwości
Istnieją różne gatunki paliwa avgas, jednak do obliczeń niewymagających dużej dokładności, przyjmuje się, że avgas ma gęstość 0,721 kg/dm³. Avgas ma również niższą prężność par niż paliwo samochodowe z uwagi na konieczność zachowywania stanu ciekłego w obniżonym ciśnieniu atmosferycznym na dużych wysokościach na jakich latają samoloty, w przeciwnym przypadku istnieje ryzyko wystąpienia zjawiska znanego jako korek parowy. Specyfikacje obecnie produkowanych gatunków avgasu nie zmieniły się od lat 40. XX wieku, kiedy zarówno wojsko jak i linie lotnicze używały silników z doładowaniem o dużej wrażliwości na spalanie detonacyjne i przedzapłon, silników Rolls-Royce Merlin (używanych w samolotach takich jak Supermarine Spitfire i Avro Lancaster) Allison V-1710, dużych gwiazdowych silników Pratt & Whitney (np. R-4360) i Wright. Obecnie użycie czteroetylku ołowiu jest ograniczane do minimum wymaganego specyfikacją danego paliwa ze względu na szkodliwość i wysoki koszt produkcji tego związku. Większość silników Lycoming i Continental została zaprojektowana w latach 50. i 60. XX w. z założeniem ówczesnych specyfikacji paliw lotniczych, z tego powodu nie jest możliwe bezpieczne zastąpienie avgasu paliwami bezołowiowymi, przynajmniej do czasu opracowania zamiennika spełniającego te same normy.

## Gatunki

### 100LL
Obecnie najpopularniejsza odmiana benzyny lotniczej, jej nazwa to skrót od angielskiego „low lead”, czyli „niskoołowiowa”. Skład avgasu 100LL określa norma ASTM D 910 i DEF STAN 91-90. Zawartość czteroetylku ołowiu wynosi max 0,56 g/l, przy czym jeden gram czteroetylku ołowiu zawiera 0,6 grama ołowiu. Avgas 100LL jest barwiony na niebiesko. Liczba oktanowa motorowa wynosi 100 a liczba wyczynowa min 130.

### 100
Skład avgasu 100 (zwanego czasem również 100/130) wynika z normy ASTM D 910, podobnie jak 100LL. Norma zawartości czteroetylku ołowiu dla avgasu 100 wynosi 1,12 g/l a więc dwukrotnie więcej niż dla 100LL, dlatego też obecnie został przez niego praktycznie wyparty. Z uwagi na wysoką zawartość ołowiu może również powodować przyspieszoną akumulację zanieczyszczeń w cylindrach silników. Avgas 100 jest barwiony na zielono.

### B 91/115
Barwiona na zielono ołowiowa benzyna lotnicza B 91/115 przeznaczona jest do silników gwiazdowych ASz-62IR oraz Ivchenko AI-14. Właściwości benzyny lotniczej B 91/115 określa norma GOST 1012-72. Liczba oktanowa motorowa wynosi min. 91, a liczba wyczynowa min. 115. Zawartość ołowiu wynosi maks. 1,6 g/l, a zawartość czteroetylku ołowiu wynosi maks. 2,5 g/kg.

### 91 UL
Bezołowiowa benzyna lotnicza UL 91 produkowana jest zgodnie z normą ASTM D 7547. Stosowana jest w niektórych silnikach Lycoming i Rotax. Benzyna ta jest bezbarwna, wolna od etanolu, zawiera dodatki przeciwutleniające i antyelektrostatyczne.

### 85 UL
Bezołowiowa benzyna lotnicza UL 85 jest stosowana do napędu lotniczych silników tłokowych w samolotach ultralekkich. Produkt spełnia wymagania normy PN-EN 228 i nie zawiera związków tlenowych. Liczba oktanowa motorowa wynosi min. 85, a badawcza min. 95.

### 82UL
Odmiana bezołowiowa podobna do benzyn samochodowych, jednak bez dodatków stosowanych w motoryzacji (głównie alkoholi). Obecnie nie jest produkowana (poza specjalnymi zamówieniami np. w USA na potrzeby silników dotychczas napędzanych avgasem 80/87, których nie udało się przestawić na avgas 100LL). Avgas 82UL powinien być barwiony na fioletowo zgodnie z normą ASTM D 6227.

### 91/96UL
Odmiana bezołowiowa (jest to avgas 100LL bez dodatku tetraetyloołowiu) stosowana w niektórych krajach (np. Szwecja) jako zamiennik avgas 100LL do napędu silników małej mocy. Benzyna ta nie jest barwiona.

### 80/87
Pierwotnie użytkowany w silnikach o niskim stopniu sprężania. Zawartość ołowiu nie większa niż 0,13 g/l, barwiony na czerwono. Benzyna ta w niektórych krajach (np. USA) nie jest już dostępna.

### 115/145
Gatunek benzyny lotniczej produkowany obecnie wyłącznie na specjalne zamówienie, na przykład dla organizacji eksploatujących samoloty historyczne, głównie z okresu drugiej wojny światowej i wojny koreańskiej. Avgas 115/145 barwiony jest na purpurowo.